# NGC 1406
إن جي سي 1406 (بالألمانية: NGC 1406) التي يرمز لها بالرمز NGC 1406، هي مجرة، في كوكبة الكور.

## الاكتشاف
اكتشفت في 1835، بواسطة جون هيرشل.